# Fjord de Salluit
Pour les articles homonymes, voir Salluit (homonymie).
Le fjord de Salluit est une grande baie du détroit d'Hudson. Ce fjord est situé dans le territoire de l'administration régionale Kativik, dans la région du Nunavik, dans la région administrative du Nord-du-Québec, au Québec, au Canada.

## Géographie
Ce fjord est localisé à 125 km l'est du village nordique d'Ivujivik, à 106 km à l'est du cap Wolstenholme, à 22,1 km à l'Ouest de la baie Nanuttuvik et à 40 km à l'ouest de l'entrée de la baie Déception. Le village nordique de Salluit est situé sur le littoral sud-est de ce fjord qui est entouré de montagnes dont les sommets varient entre 200 et 480 m d'altitude.
D'une longueur de 24 km (orientée vers le sud-ouest) et d'une largeur de 2,1 à l'entrée, ce fjord constitue un appendice du détroit d'Hudson.
Les bassins versants voisins du fjord de Salluit sont :
- côté nord: détroit d'Hudson ;
- côté est: détroit d'Hudson ;
- côté sud:  rivière Foucault ;
- côté ouest: rivière Guichaud.

Embouchure de la rivière Guichaud
L'embouchure de la rivière Guichaud qui se déverse sur la rive ouest au fond de la baie est situé à 5,1 km à l'ouest de l'embouchure de la rivière Foucault, à 6,0 km à l'ouest de la pointe Qullukluk et à 13,2 km du centre du village de Salluit.
Dans la zone de l'embouchure de la rivière Guichaud, le courant de cette rivière coule entre deux montagnes: celle du côté sud s'élève à 396 m et celle du côté nord à 333 m. À l'embouchure de cette rivière, l'eau s'écoule sur une longue grève qui s'étend jusqu'à la butte Qarqaluarjuq (rive nord du fjord) et la butte Qarqaluarjutuaq (rive sud du fjord). Le ruisseau Tasikululiariaq provenant des lacs Tasikulluk (altitude: 258 m et 228 m) du versant ouest du Mont Qarqaluarjuq (altitude: 304 m) sur la rive nord du fjord se déverse sur la grève de l'embouchure de la rivière Guichaud. Le ruisseau Situunnlit provenant du lac Situunnuiit (altitude: 228 m) descend du versant est de ce même mont.
Embouchure de la rivière Foucault
La rivière Foucault qui coule vers le nord-ouest sur 106 km, se déverse près du lieu-dit Ikualajuuq, sur la rive sud au fond du fjord de Salluit, à 9 km au sud-ouest du village de Salluit. L'embouchure est situé entre la "plaine Igajialuk" (à l'est) et la "butte Qarqaluarjutuaq) (à l'ouest).
Littoral du fjord
Le littoral autour du fjord de Salluit comporte un relief montagneux. Le littoral nord se termine à l'extrême est par l'île Sugluk (longueur: 2,6 km; largeur: 2,0 km) qui est séparée de la terre ferme par la "Passe Ford". La marée basse dégage un isthme reliant l'île à la pointe est du littoral nord. Le promontoire du littoral sud s'étend vers le nord-est jusqu'au "Cap du Long-Sault" qui départage l'entrée du fjord de Salluit et la grande baie East Cove pénétrant les terres vers le sud sud sur 6,7 km; l'entrée de la baie est de 2,2 km.
Les principaux ruisseaux autour du fjord sont (en ordre en partant de l'embouchure de la rivière Guichaud):
- côté nord: ruisseau Tasikululiariaq, ruisseau Situunniit, ruisseau Kiassautialuk, ruisseau Iqalugalik;
- côté sud: ruisseau Qaggialuk (se déversant sur la grève Sajjuqittuq), ruisseau Kuuguluk (se déversant au village de Salluit), ruisseau Kikkaluk.

Les principaux caps, pointe et grève autour du fjord de Salluit sont (en ordre en partant de l'embouchure de la rivière Guichaud):
- côté nord: butte Qarqaluarjuq, pointe Qarqaluarjuit, cap Aupartuapik, pointe Sajuvvik, cap Sajuvvialuk;
- côté sud: plaine Igajialuk, pointe Qaggialuk, grève Sajjugittuq, pointe Tikiraassiaq, pointe Nuvukallak Kangilliq (au village de Salluit), pointe Nuvukallak Ungalliq, pointe Tikiragaluk, falaise Innaarualuk, pointe Niaqunnguut, coteau Qinnuajuarsiti, grève Qilalukkisiivikallak, pointe Aupaluttaaluk, cap Arvingualaaq, cap du Long-Sault.

La surface du fjord de Salluit est généralement gelée dix mois par an; les eaux s'écoulent librement habituellement de la mi-juin à la mi-août. Le pergélisol affecte le territoire tout autour.

## Toponymie
Le toponyme fjord de Salluit a été officialisé le 20 juin 1990 par la Commission de toponymie du Québec.